# زمین‌لرزه دسامبر ۱۹۷۹ اندونزی
زمین‌لرزه اندونزی  در تاریخ ۱۷ دسامبر ۱۹۷۹ میلادی، برابر با ‎۲۶ آذر ۱۳۵۸، ساعت ۱۹:۵۸:۲۳ به زمان یوتی‌سی در اندونزی رخ داد. ژرفای این زلزله ۵۲٫۸ کیلومتر بود، و بزرگی آن ۶٫۵ در مقیاس Mw اعلام شده‌است. زمین‌لرزه به وقت محلی در روز سه‌شنبه، ساعت ۲ روی داده و منطقه زمانی آن یوتی‌سی +۷ بوده‌است .
سازمان زمین‌شناسی آمریکا نیز رومرکز این زمین‌لرزه را در مختصات ۸°۲۳′۲۴″جنوبی ۱۱۵°۵۳′۲۰″شرقی / ۸٫۳۹°جنوبی ۱۱۵٫۸۸۹°شرقی و ژرفای آن را در ۳۳ کیلومتر گزارش کرده‌است. بزرگی برگزیدهٔ این سازمان از میان بزرگیهای محاسبه‌شدهٔ مختلف ۶٫۳ در مقیاس Ms بوده و از دید اثر، در میان چهار دسته‌بندی «نامحسوس»، «محسوس»، «زیان‌آور» یا «با تلفات»، زلزله را «با تلفات» اعلام کرده‌است.
پروژهٔ «تنسور گشتاور مرکزوار» زاویه‌های (راستا، شیب، ریک) گسل سازندهٔ زمین‌لرزه و صفحه عمود بر آن را (°۱۰۶، °۱۵، °۱۱۱) یا (°۲۶۴، °۷۶، °۸۵) و نوع گسل را «معکوس» فرارسانده‌است.
شمار کشتگان زلزله حدود ۳۲ نفر بوده‌است.تعداد زخمیان ۲۰۰ نفر برآورده شده‌است.